# Ritratto di Antonio Navagero
Il ritratto di Antonio Navagero  è una pittura olio su tela realizzata da Giovan Battista Moroni conservata presso la Pinacoteca di Brera Milano.

## Storia
Il nome di Antonio Navagerio è inscritto nel Capitolo cronologico de' Rettori di Bergamo, fu quindi podestà, di Bergamo, nel biennio 1564-1565 anni in cui la faida tra la famiglia Albani e quella dei Brembati fu più violenta, e che causò l'allontanamento del Moroni da Bergamo per rifugiarsi un decennio ad Albino, suo paese natale.Il Navagerio ne fece una relazione al Senato il 17 dicembre 1565, che permette la ricostruzione dei fatti.
Nel XVI secolo la tela era conservata in Ca' Novagero presso il ponte della Pietà a Venezia; la citazione di Carlo Ridolfi  del dipinto nella Serie degli uomini i più illustri del Le Maraviglie dell'arte, verrà ripresa dal Francesco Tassi nel 1773. La tela fu oggetto di scambio con la Sacra famiglia di Francesco Francia e due dipinti di Bonifacio Veronese, e risulta presente nella pinacoteca milanese dal 1838 menzionata con il titolo di Ritratto d'Uomo. Tre quarti di figura e come soggetto di cui però non è indicato il nome, copriva la, pretura di Bergamo nel 1565, riconosciuto quindi come personaggio dell'amministrazione cittadina ..

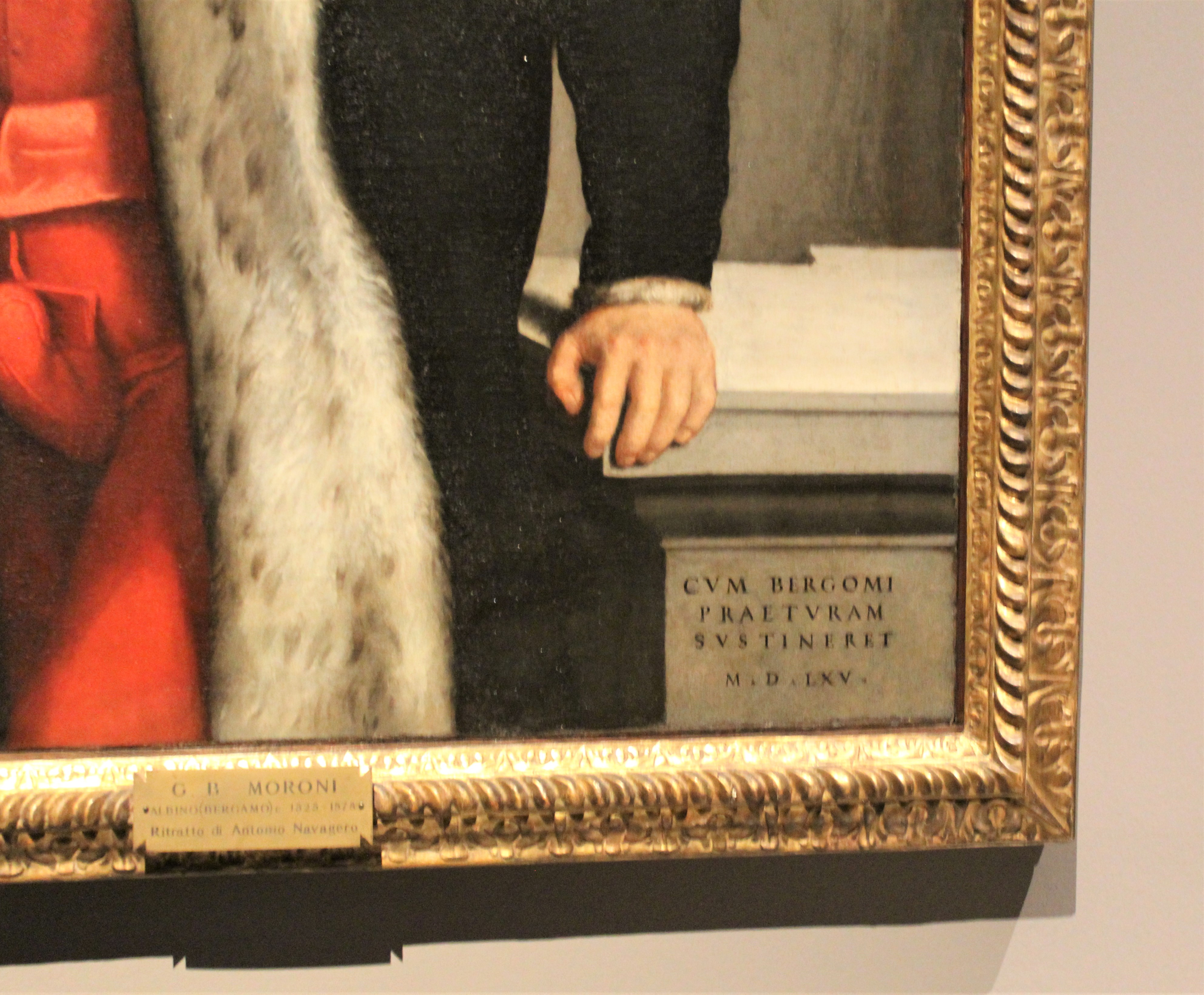
Particolare del ritratto di Antonio Navagero

## Descrizione
Il dipinto raffigura un uomo che con la mano sinistra poggia sulla base di una colonna dove è presente la scritta CUM BERGAMO-PREATURAM SUSTINERET M.D.LXV, data in cui rettore di Bergamo era il veneziano Antonio Navagero. Si scorge dietro il soggetto un cielo plumbeo: forse il Moroni voleva riferirsi, malgrado le tinte forti date all'abbigliamento del soggetto, al periodo turbolento della cittadina orobica causato dalla famiglie nobili. La tela non fu sempre apprezzata, ritenuta esempio del periodo Rosso del Moroni.
Il Navagero indossa un soprabito scuro profilato in pelo di lince dalle striature biancastre, grigie e nere. Il pelo di lince era molto considerato durante il XV e il XVI secolo, per le sue caratteristiche di morbidezza e tepore. Il soprabito, completamente aperto sul davanti, lascia vedere un completo rosa pesca molto acceso, con un piccolo spacco poco sopra la braghetta molto attillata, qui eccessivamente esibita e pronunciata. L'abito è quello della carica che il Navagero ricopriva. Il Moroni ponendo il soggetto in un atteggiamento molto confidenziale nonché molto differente dalle raffigurazioni tipiche internazionali, che l'artista aveva studiato, anticipa quella che sarà la novità del Caravaggio con la sua raffigurazione del vero. Sicuramente il dipinto fu eseguito dall'artista albinese nel periodo in cui, lontano da Bergamo, era alla ricerca di nuove identità pittoriche avvicinandosi anche per fluidità di stesura a opere veneziane.